# Àcid polilàctic
L'àcid polilàctic, PLA, és un termoplàstic rígid que pot ser semicristal·lí o amorf, depenent de la puresa del caràcter del polímer. L'àcid (L)-làctic i l'àcid (D)-làctic actuen com a comonòmers en altres polímers com el PET (polietilè tereftalat).
El PLA és un polímer que té les mateixes utilitats que el PET i també del PP. Aquest pot ser el polímer amb el rang d'aplicacions més gran degut a la seva característica a poder ser, cristal·litzat per deformació, modificat per impacte, copolimeritzat i processat en la majoria de processos de polimerització. Se li pot donar forma de films transparents, fibra, ampolles i altres productes, com el PET.
La modificació del PLA afegint additius o plastificants és un repte per als científics de polímers d'arreu, ja que com que l'interval de temperatures on es mou és baix; i la fragilitat, la seva aplicació al mercat és limitada, tot i que molt dispersa.
El PLA també té unes excel·lents característiques organolèptiques i és perfecte per a fer envasos que continguin menjar, sense perjudicar el menjar ni a les persones.
L'àcid làctic està fet amb un procés de fermentació fent recursos renovables 100%. El polímer es degradarà ràpidament en el medi ambient i aquests tenen una molt baixa toxicitat, ja que la majoria es converteix en aigua i CO2. El PLA pot ser preparat per condensació d'àcid làctic i per ring opening del dímer làctic cíclic.
Com que la condensació directa és una reacció d'equilibri, hi ha dificultats a l'hora d'eliminar les aigües a les fases finals de la polimerització, generalment limitant el pes molecular.
Cargill Dow LLC ha inventat un procés de baix cost continu per a la producció de polímers basats en àcid làctic. El procés combina els beneficis mediambientals i econòmics de sintetitzar ambdós làctids i el PLA en el punt de fusió més be que una solució i, per primera vegada, prové un commodity comercialment viable i biodegradable fet amb recursos renovables.
El procés comença amb l'àcid làctic produït per la fermentació de dextrosa, seguit d'una reacció de condensació contínua d'àcid làctic aquós per produir un pre-polímer PLA de baix pes molecular. Després, els oligòmers de baix pes molecular són convertits en una mescla d'estereoisòmers làctids fent servir un catalitzador per millorar el grau de puresa i la reacció de ciclació. La mescla de làctid és purificada per una destil·lació al buit. Finalment, el PLA de gran pes molecular és produït fent servir un catalitzador d'estany, fent una polimerització ring-opening quan està fos, eliminant completament l'ús dels dissolvents (cars i dolents pel medi ambient). Després que la polimerització està completa, qualsevol monòmer que no hagi reaccionat s'elimina amb el buit i es reenvia al principi del procés.

## Propietats
En estat sòlid, el PLA pot ser amorf o cristal·lí, depenent de la seva estereoquímica i història tèrmica.
La temperatura de transició vítria (Tg) determina la temperatura màxima que es pot fer servir per aplicacions comercials. La Tg es de 58 °C-65 °C, mentre que el punt de fusió Tm es de 170º-180 °C (depenent de la estructura). El mòdul d'elasticitat es de 2.7-16 MPa. Qualsevol d'aquestes dues temperatures, Tg i Tm són fortament afectades per la composició òptica global, estructura primària, història tèrmica i pes molecular.
La transició del PLA amorf prop de la Tg és de vitri a cautxós i pot arribar a fluid viscós arribant a una temperatura més elevada. Per sota de la Tg, el PLA es manté vitri amb la capacitat de fluïdesa fins a arribar a la seva temperatura de transició β, que és aproximadament -45 °C. Per sota d'aquesta temperatura el PLA només actuarà com un polímer trencadís.

## Aplicacions
Des que el PLA és un polímer que encaixa bé amb el medi ambient i que pot ser dissenyat perquè sigui biodegradable, encaixa dins de moltes aplicacions idealment en el medi on la recuperació del producte no és pràctic, com les bosses de l'abonament de la agricultura. Tot i això, el creixement vist pel PLA en moltes aplicacions no depèn de la biodegradabilitat del material.
Les resines de PLA poden ser cosides per diferents processos de fabricació, incloent injecció, extrusió, emmotllament, formació de film o filat de fibra. La clau és controlar certs paràmetres moleculars en el procés com la derivació d'aquest, contingut en D-isòmer i distribució de pes molecular. L'habilitat d'incorporar estereoisòmers L-, D- o meso-làctids en la cadena del polímer permet al PLA tenir un procés específic. La facilitat d'incorporació de diversos defectes al PLA permet controlar el grau de cristal·lització.
L'emmotllament per injecció de productes resistents a temperatures requereixen un grau de recristal·lització ràpida que el PLA pot assumir, contenint menys d'un 1% de D-isòmer i de vegades amb la addició d'agents nucleants. Aquestes composicions permeten nivells més alts de cristal·linitat per desenvolupar durant el refredament ràpid en el motlle. La extrusió està optimitzada per a continguts de D-isòmers que no permet la cristal·lització durant el procés de fusió, amb un 4-8% de D-isòmers.
La fibra és l'aplicació que es fa servir més del PLA. Aquest és ràpidament fos, cristal·litza mentre es deforma i pot ser dissenyat per a moltes aplicacions. El PLA es pot processar com una fibra termoplàstica amb l'interval de temperatures apropiades relatives al seu punt de fusió. Les temperatures de fusió estan entre 200º-240 °C. En tot el procés de fusió del PLA s'ha de tenir molta cura per assegurar-se que el material està sec i no guanya humitat, sinó seria inacceptable per una pèrdua de pes molecular imminent. Les temperatures d'assecat acostumen a ser entre 2-4h a -40 °C i una humitat de menys de 50ppm.
La fibra de PLA pot ser combinada amb fibres naturals incloent cotó, fusta, seda, llana o fibres sintètiques com PET, niló i altres sintètics que surten del petroli. El PLA es pot incloure com a component minoritari (5-15%) o com a majoritari, depenent de les propietats desitjades. El PLA està substituint al PET en aquestes aplicacions per les seves característiques superiors i el fet que aquest ve de fonts 100% renovables i també és 100% biodegradable.
Algunes d'aquestes característiques De les fibres del PLA inclouen un tacte suau, facilitat de processat i una resistència a la tracció. El PLA també és a prova de taques, fent tests amb cafè, cola, té, quetxup, pintallavis i mostassa. També crema i genera una generació de fum petita, té una resistència a l'ultraviolat, és fàcil de tenyir i té una bona capil·laritat amb la majoria d'aplicacions.
Els films són la segona aplicació més desenvolupada per al PLA. L'habilitat de modificar la cinètica de cristal·lització i les propietats físiques per a un gran marge d'aplicacions d'incorporació per D- o meso-comonòmer i canvi de pes molecular fa que el PLA sigui molt versàtil. Els films són transparents quan són cristal·litzats per deformació i són acceptats pels manipuladors d'aliments.

## Història
La investigació del PLA començà el 1845. Pelouze aconseguí destil·lar àcid làctic condensant aigua per a obtenir àcid làctic de baix pes molecular. El 1894 Bischoff i Walden intentaren crear PLA a partir de la lactida, però sense èxit. El 1932 Wallace Carothers produí un producte de poc pes molecular escalfant l'àcid làctic i sotmetent-lo al buit. Tot i ser conegut per més de 100 anys el PLA es considerava un material que no era viable comercialment. El 1986 Lipinsky i Sinclair redactaren el potencial del PLA com a plàstic dels productes bàsics. El 1988 Cargill Inc. començà a investigar l'àcid làctic, la lactida i el PLA. El 1997 Cargill i Dow Chemical company formaren Cargill Dow LLC amb el propòsit de comercialitzar el PLA i la tecnologia per a crear-lo.

## Obtenció
Hi ha diverses formes d'aconseguir PLA utilitzable (de gran pes molecular). S'utilitzen principalment dos monòmers: àcid làctic i lactida. La ruta més comuna per aconseguir PLA és la polimerització d'obertura d'anell de lactida amb diversos catalitzadors de metall normalment en solució, en massa fosa, o com una suspensió.
Una altra ruta per aconseguir PLA és la condensació directa de monòmers d'àcid làctic. Aquest procés s'ha de dur a terme a menys de 200 °C; sobre d'aquesta temperatura, es genera el monòmer de lactida entròpicament afavorit. Aquesta reacció genera un equivalent d'aigua per cada condensació, és indesitjable perquè l'aigua causa el baix pes molecular del material. La condensació directa es realitza pas a pas, on l'àcid làctic s'oligomeritza a oligòmers de PLA. A partir de llavors, la policondensació es porta a terme a la massa fosa o com una solució, on es combinen les unitats oligomèriques curtes per donar un elevat pes molecular.